# Porterius dalli
Porterius dalli is een tweekleppigensoort uit de familie van de Parallelodontidae. De wetenschappelijke naam van de soort is voor het eerst geldig gepubliceerd in 1885 door E. A. Smith.